# Hipposideros cervinus
Hipposideros cervinus is een vleermuis uit het geslacht Hipposideros.

## Kenmerken
Deze soort heeft een grijze tot grijsbruine of zelfs oranje vacht. De oren zijn klein en trechtervormig. De vorm van het neusblad onderscheidt deze soort van andere soorten. Deze soort roest in grotten of mijnen en foerageert in allerlei habitats, van regenwoud tot struiksavanne.

## Leefwijze
Deze soort komt vaak voor in enorme kolonies in grotten, waarvan het dan vaak de enige bewoner is. Soms deelt hij grotten met andere vleermuizen, zoals Miniopterus- en Emballonura-soorten. Deze soort eet middelgrote insecten, die hij op kleine hoogte vliegend vangt. Het is een zeer wendbare vlieger.

## Voortplanting
In november of december wordt één jong geboren.

## Afmetingen
In onderstaande tabel zijn de maten van H. bicolor uit verschillende gebieden opgenomen:
| Maat                  | Australië | Nieuw-Guinea | Vanuatu   | Celebes   |
| --------------------- | --------- | ------------ | --------- | --------- |
| Kop-romplengte (mm)   | 41-51     | 49-54        | 44,6-48,0 | -         |
| Staartlengte (mm)     | -         | 28,5-32      | 28,6-33,0 | -         |
| Voorarmlengte (mm)    | 45-48     | 48,7-49      | 47,4-49,6 | 45,0-49,1 |
| Tibialengte (mm)      | -         | 17,9         | -         | -         |
| Achtervoetlengte (mm) | -         | 7,5-9        | -         | -         |
| Oorlengte (mm)        | 13-15     | 12,9-15      | 12,5-16,8 | -         |
| Gewicht (g)           | 5,6-8,5   | 8,8-13       | 6,8-8,6   | -         |

## Verspreiding
Deze soort komt voor van het schiereiland Malakka en Mindanao tot Vanuatu en Noordoost-Australië. Deze soort werd tot het begin van de jaren 80 tot H. galeritus gerekend, die in het westen van het verspreidingsgebied met H. cervinus overlapt. Er zijn vier ondersoorten: H. c. batchianus Matschie, 1901 (Batjan) H. c. cervinus (Gould, 1854) (Celebes tot Vanuatu en Australië), H. c. labuanensis (Filipijnen, Maleisië, Borneo, Sumatra) en H. c. misorensis (Biak-Supiori).
Hipposideros abae · Himalayarondbladneus (Hipposideros armiger) · Hipposideros ater · Hipposideros beatus · Hipposideros bicolor · Hipposideros boeadii · Hipposideros breviceps · Gewone rondbladneus (Hipposideros caffer) · Hipposideros calcaratus · Hipposideros camerunensis · Hipposideros cervinus · Hipposideros cineraceus · Reuzenrondbladneus (Hipposideros commersoni) · Hipposideros coronatus · Hipposideros corynophyllus · Hipposideros coxi · Hipposideros crumeniferus · Hipposideros curtus · Hipposideros cyclops · Hipposideros demissus · Hipposideros diadema · Hipposideros dinops · Hipposideros doriae · Hipposideros durgadasi · Hipposideros dyacorum · Hipposideros edwardshilli · Hipposideros fuliginosus · Hipposideros fulvus · Hipposideros galeritus · Hipposideros gigas · Hipposideros grandis · Hipposideros halophyllus · Hipposideros hypophyllus · Hipposideros inexpectatus · Hipposideros inornatus · Jonesrondbladneus (Hipposideros jonesi) · Hipposideros khaokhouayensis · Hipposideros khasiana · Hipposideros lamottei · Hipposideros lankadiva · Hipposideros larvatus · Hipposideros lekaguli · Hipposideros lylei · Hipposideros macrobullatus · Hipposideros madurae · Hipposideros maggietaylorae · Hipposideros marisae · Hipposideros megalotis · Hipposideros muscinus · Maleise rondbladvleermuis (Hipposideros nequam) · Hipposideros obscurus · Hipposideros orbiculus · Hipposideros papua · Hipposideros pelingensis · Hipposideros pomona · Hipposideros pratti · Hipposideros pygmaeus · Hipposideros ridleyi · Hipposideros rotalis · Hipposideros ruber · Hipposideros scutinares · Hipposideros semoni · Hipposideros sorenseni · Schneiders rondbladneus (Hipposideros speoris) · Hipposideros stenotis · Hipposideros sumbae · Hipposideros thomensis · Hipposideros turpis · Hipposideros vittatus · Hipposideros wollastoni